# ポッジョ・ピチェンツェ
ポッジョ・ピチェンツェ（イタリア語: Poggio Picenze）は、イタリア共和国アブルッツォ州ラクイラ県にある、人口約1,100人の基礎自治体（コムーネ）。

## 地理

### 位置・広がり

#### 隣接コムーネ
隣接するコムーネは以下の通り。
- バリシャーノ
- フォッサ
- サン・デメトリオ・ネ・ヴェスティーニ
- サンテウザーニオ・フォルコネーゼ